# France Vivace
France Vivace war ein Hörfunkprogramm des öffentlich-rechtlichen französischen Rundfunks Radio France, das nur digital über Internet und Kabel verbreitet wurde.
Das Programm wurde am 15. Dezember 2005 gegründet und ersetzte das Programm Hector.
France Vivace sendete ausschließlich klassische Musik. Die Moderatoren produzierten ihre Sendungen, die grundsätzlich drei Stunden dauerten, selbst. Häufig waren dabei Werkschauen und Zusammenstellungen thematisch verwandter Werke verschiedener Komponisten.
Das Programm wurde minutengenau auf der Website des Senders angekündigt, wo sich auch detaillierte Angaben zu den einzelnen Stücken einschließlich der Bestellnummern von kommerziellen Aufnahmen fanden.
Mit Wirkung vom 30. August 2010 wurde das Programm eingestellt. Gleichzeitig wurde ein neu gestaltetes Nacht- und Frühprogramm für France Musique mit den bisherigen Moderatoren von France Vivace angekündigt. Das Nachtprogramm wurde bis dahin von France Musique übernommen.

## Nachweise
1. ↑  Ankündigung auf der Startseite von France Vivace. Radio France, archiviert vom Original am 10. September 2010; abgerufen am 30. August 2010: „Cher Auditeur, Cher Internaute, Dans le cadre des changements et aménagements de la grille de France Musique pour la rentrée 2010, je vous informe que nous avons pris la décision d'interrompre France Vivace et de vous proposer un nouveau programme intitulé „France Musique, la nuit“, davantage en lien avec la matinale. Ce nouveau programme sera conçu et présenté par les quatre programmateurs de France Vivace, Olivier le Borgne, Benjamin Hertz, Hélène Nicolaï, et Robert Rudolf. Depuis le lundi 30 août, vous pouvez l'écouter en direct sur votre fréquence habituelle France Musique (de 1h à 5h du matin en semaine, et de 1h à 7h du matin le week-end) ou sur francemusique.com Ces „nuits“ seront prochainement disponibles à la réécoute pendant un mois à compter de leur première diffusion sur francemusique.com En espérant que ces changements répondront à vos attentes, nous vous prions de croire à l'assurance de notre considération la meilleure. Marc-Olivier Dupin, Directeur de France Musique“